# Bulbophyllum zebrinum
Bulbophyllum zebrinum là một loài phong lan thuộc chi Bulbophyllum.